# Лігай (Канзас)
Лігай (англ. Lehigh) — місто (англ. city) в США, в окрузі Меріон штату Канзас. Населення — 161 особа (2020).

## Географія
Лігай розташований за координатами 38°22′27″ пн. ш. 97°18′9″ зх. д. / 38.37417° пн. ш. 97.30250° зх. д. (38.374204, -97.302472).  За даними Бюро перепису населення США в 2010 році місто мало площу 0,78 км², уся площа — суходіл. В 2017 році площа становила 0,83 км², уся площа — суходіл.

## Демографія
Згідно з переписом 2010 року, у місті мешкало 175 осіб у 70 домогосподарствах у складі 49 родин. Густота населення становила 225 осіб/км².  Було 84 помешкання (108/км²).
Расовий склад населення:
| - 96,6 % — білих - 2,9 % — осіб інших рас |

До двох чи більше рас належало 0,6 %. Частка іспаномовних становила 4,0 % від усіх жителів.
За віковим діапазоном населення розподілялося таким чином: 29,7 % — особи молодші 18 років, 56,6 % — особи у віці 18—64 років, 13,7 % — особи у віці 65 років та старші. Медіана віку мешканця становила 32,8 року. На 100 осіб жіночої статі у місті припадало 103,5 чоловіків;  на 100 жінок у віці від 18 років та старших — 101,6 чоловіків також старших 18 років.
Середній дохід на одне домашнє господарство  становив 58 954 долари США (медіана — 65 625), а середній дохід на одну сім'ю — 67 348 доларів (медіана — 75 625). За межею бідності перебувало 7,7 % осіб, у тому числі 6,7 % дітей у віці до 18 років та 0,0 % осіб у віці 65 років та старших.
Цивільне працевлаштоване населення становило 96 осіб. Основні галузі зайнятості: виробництво — 31,3 %, освіта, охорона здоров'я та соціальна допомога — 27,1 %, сільське господарство, лісництво, риболовля — 7,3 %, публічна адміністрація — 6,3 %.